# Борівка (Могилів-Подільський район)
Борі́вка — село в Україні, у Чернівецькій територіальній громаді Могилів-Подільського району Вінницької області. 
Історично складається з двох частин: Старо-Борівка і Грималівка. Селом протікає річка Бушанка.
Територія 6,340 км²

## Населення

### Мова
Розподіл населення за рідною мовою за даними перепису 2001 року:
| Мова       | Кількість | Відсоток |
| ---------- | --------- | -------- |
| українська | 3597      | 99.20%   |
| російська  | 27        | 0.74%    |
| румунська  | 2         | 0.06%    |
| Усього     | 3626      | 100%     |

## Історія
Історична дата утворення — 1576 рік. 
Станом на 1885 рік у колишньому власницькому селі Борівка (Грималівка) Бабчинецької волості Ямпільського повіту Подільської губернії мешкало 3308 осіб, налічувалось 146 дворових господарств, існували 2 православні церкви, постоялий двір, 3 постоялих будинки, 2 лавки й винокурний завод.
1892 в селі існувало 449 дворових господарств, проживало 4559 мешканців.
За переписом 1897 року кількість мешканців зросла до 6571 особи (3214 чоловічої статі та 3357 — жіночої), з яких 5938 — православної віри.
1905 року існувало 1059 дворових господарств, проживало 5178 мешканців, існували 2 православні церкви, 2 єврейські молитовні будинки, однокласне сільське училище й школа грамоти, заводська лікарня.
7 (20) листопада 1917 року, відповідно до Третього Універсалу Української Центральної Ради, увійшло до складу Української Народної Республіки.
12 червня 2020 року, відповідно до Розпорядження Кабінету Міністрів України № 707-р «Про визначення адміністративних центрів та затвердження територій територіальних громад Вінницької області», увійшло до складу Чернівецької селищної громади.
19 липня 2020 року, в результаті адміністративно-територіальної реформи та ліквідації Чернівецького району, село увійшло до складу новоутвореного Могилів-Подільського району.

## Пам'ятки
- В Борівці був пізньокласичний палац Маньковських і каплиця в готському стилі. Палац спалили російські більшовики під час революції разом з усім майном.

## Видатні люди
- Вітковський Вадим Миколайович (нар. 1960) — український прозаїк, публіцист-документаліст;
- Вітковський Іван Петрович (1914—1996) — Герой Радянського Союзу;
- Куриленко Онисим Данилович (1904—1982) — український науковець-хімік, один із засновників колоїдної хімії в Україні, член-кореспондент НАН України